# رود آبشینه
رود آبشینه یا رود یلفان رودخانه‌ای در استان همدان است. این رود رود سیمین‌ نیز خوانده می‌شود، همچون بسیاری از رودخانه‌هایی همدان، از چشمه‌سارهای الوند کوه در ۲ کیلومتری جنوب شرقی شهر همدان سرچشمه می‌گیرد و حوضهٔ آبگیر کوچکی متشکل از چندین جریان سطحی کوچک را در طول دامنهٔ شرقی این کوه شامل می‌گردد. این رود با مسیر عمومی شمالی و گذشتن از غرب آبادی آبشینه، برخی روستاهای دهستان سنگستان از بخش مرکزی شهرستان همدان، از جمله آبشینه، سنگستان، شورین، کنجینه، یگانه و یلفان را آبیاری می‌کند. پیش از احداث سد یلفان، آبشینه به رود قره‌چای می‌ریخته‌است که قره چای نیز به دریاچه نمک در شرق قم می‌ریخت.
برای بهره‌برداری بهتر از آب این رودخانه و تأمین قسمتی از آب آشامیدنی شهر همدان، در ۱۳۴۰ خورشیدی سدی در درهٔ یلفان، واقع در ۱۰ کیلومتری شهر همدان احداث شد. این سد به نام سد یلفان و سد اکباتان نیز خوانده می‌شود. رود آبشینه در پشت این سد دریاچه‌ای به وسعت کم ایجاد کرده‌است.